# 제36회 아카데미상 외국어영화상 출품작 목록
다음은 제36회 아카데미 시상식 외국어영화상 출품작 목록이다. 아카데미 외국어 영화상은 1956년 미국 영화 예술 과학 아카데미 (AMPAS)가 미국 국외에서 제작된 비영어권 영화를 대상으로 시상하기 위해 제정되었다. 이후 외국어영화상은 매년 수여되었으며, 수상자는 출품국가로 여겨지지만 상 자체는 해당 영화의 감독이 수락한다. 아카데미측은 한 국가당 한 편의 영화만 허용되는 원칙에 의거, 여러 국가를 초청하여 자국 최고의 영화를 출품하도록 요청하고 있다.
제36회 아카데미상에서는 총 14편의 작품이 외국어영화상 부문에 출품되었다. 폴란드와 소련이 처음으로 아카데미 외국어영화상에 후보작을 출품하였다. 한편 파키스탄은 이 해를 마지막으로 수십년간 출품하지 않다가 2013년 아카데미상에서 《진다 바그》를 다시 출품한다. 최종후보는 그리스, 이탈리아, 일본, 폴란드, 스페인의 출품작이 선정되었으며, 수상작은 이탈리아 페데리코 펠리니의 영화 《8과 1/2》였다.

## 출품작
| 출품국       | 제목               | 원제                    | 언어             | 감독                     | 결과   |
| ------------ | ------------------ | ----------------------- | ---------------- | ------------------------ | ------ |
| 프랑스       | 도깨비불           | Le Feu Follet           | 프랑스어         | 루이 말                  | 미후보 |
| 그리스       | 붉은 등불          | Τα κόκκινα φανάρια      | 그리스어         | 바실리스 게오르기아디스  | 후보   |
| 홍콩         | 양산백과 축영태    | 梁山伯与祝英台          | 중국어           | 리한샹                   | 미후보 |
| 인도         | 대도시             | মহানগর Mahanagar         | 벵골어           | 사트야지트 레이          | 미후보 |
| 이탈리아     | 8과 1/2            | 8½ Otto e mezzo         | 이탈리아어       | 페데리코 펠리니          | 수상   |
| 일본         | 교토의 쌍둥이 자매 | 古都                    | 일본어           | 나카무라 노보루          | 후보   |
| 멕시코       | 페이퍼맨           | El hombre de papel      | 스페인어         | 이스마엘 로드리게스      | 미후보 |
| 네덜란드     | 물방울 두 개처럼   | Als twee druppels water | 네덜란드어       | 폰스 라데마커스          | 미후보 |
| 파키스탄     | 베일               | گھونگھٹ Ghunghat        | 우르두어         | 카와자 쿠르시드 안와르   | 미후보 |
| 폴란드       | 물속의 칼          | Nóz w wodzie            | 폴란드어         | 로만 폴란스키            | 후보   |
| 소련         | 이반의 어린 시절   | Иваново детство         | 러시아어         | 안드레이 타르코프스키    | 미후보 |
| 스페인       | 로스 타란토스      | Los Tarantos            | 스페인어         | 프란시스코 로비라 벨레타 | 후보   |
| 스웨덴       | 침묵               | Tystnaden               | 스웨덴어         | 잉마르 베리만            | 미후보 |
| 유고슬라비아 | 코자라             | Козара Kozara           | 세르보크로아트어 | 벨코 불라이치            | 미후보 |